# Claude Moisy
Claude Moisy (* 26. Juni 1927 in Caen; † 21. September 2020) war ein französischer Journalist und Autor.

## Leben
Moisy begann seine journalistische Laufbahn bei der heute auflagenstärksten Tageszeitung Frankreichs, bei Ouest-France. Danach arbeitete er 35 Jahre lang für die Presseagentur Agence France-Presse (AFP). Stationen seiner Arbeit für die Agentur waren Rangun in Burma, Neu-Delhi in Indien, London und Washington, D.C. in den USA. In Washington sammelte er Material über die Watergate-Affäre und schrieb ein Buch über den Fall des US-amerikanischen Präsidenten Richard Nixon. In den Jahren 1990 bis 1992 war er Präsident von Agence France-Presse. In diesen Jahren leitete er eine Internationalisierung der Agentur ein, führte neue Techniken ein und reduzierte in diesen Jahren der Wirtschaftskrise in Frankreich die Kosten innerhalb der Agentur.
Nach seinem Ausscheiden bei AFP wurde Moisy Verwaltungschef von Reporter ohne Grenzen. Im Herbst 2009 verteidigte er die Satzung von AFP gegen Angriffe von außen mit einem Leserbrief in der französischen Tageszeitung Le Monde.

## Veröffentlichungen
- La Birmanie. Éditions Rencontre, 1963.
  - deutsch von Kurt Jung: Burma. Reihe: Das Buch der Reisen Nr. 16, Éditions Rencontre, Lausanne 1964.
- Nixon et le Watergate: La chute d'un président, 1994 (La vie quotidienne).
- L'Amérique sous les armes. 1970.
- Foreign News Flow in them Information Age. John F. Kennedy School of Government, Harvard University, Cambridge, Massachusetts, USA 1996.
- L'Amérique en marche arrière´. Éditions Hachette, Paris 1996, ISBN 2-01-235172-7.
- John F. Kennedy (1917–1963), Éditions J'ai lu, Paris 2003, ISBN 2-290-33568-1.
- Le citoyen Genêt. La révolution française à l'assaut de l'Amérique. Privat, Toulouse 2007, ISBN 978-2-7089-5003-0.